# Adobe Photoshop
Adobe Photoshop és un editor de gràfics rasteritzats desenvolupat per Adobe Systems. Utilitzat principalment per al retoc de fotografies i gràfics, el seu nom en català significa literalment "taller de fotos". És líder mundial del mercat de les aplicacions d'edició d'imatges i domina aquest sector de manera que el seu nom és àmpliament emprat com a sinònim per a l'edició d'imatges en general.
Actualment forma part de la família Adobe Creative Suite i és desenvolupat i comercialitzat per Adobe Systems Incorporated inicialment per computadors Apple però posteriorment també per a plataformes PC amb sistema operatiu Windows. La seva distribució ve en diferents presentacions, que van des de la seva forma individual fins com a part d'un paquet, sent aquests: Adobe Creative Suite Design Premium i Versió Standard, Adobe Creative Suite Web Premium, Adobe Creative Suite Production Studio Premium i Adobe Creative Suite Master Collection.
Segons el lloc web oficial d'Adobe Photoshop, aquest "software de diseño gráfico ofrece un conjunto completo de herramientas de fotografía profesional para convertir tus instantáneas en obras de arte, independientemente de si pretendes hacer ediciones corrientes o transformaciones totales. Ajusta, recorta, elimina objetos, retoca y repara fotografías antiguas. Juega con los colores, efectos y mucho más para convertir lo corriente en algo extraordinario."

## Història
L'any 1987, Thomas Knoll, un estudiant de doctorat a la Universitat de Michigan va escriure un programa a Macintosh Plus per mostrar imatges a escala de grisos en pantalles monocromàtiques. Aquest programa, anomenat Display, va cridar l'atenció del seu germà, John Knoll, un treballador d'Industrial Light & Magic, que va recomanar a Thomas convertir el seu programa en un programa complet editor d'imatges.
El 1988, Thomas es va prendre un recés de 6 mesos dels seus estudis per treballar en el programa, juntament amb el seu germà. Thomas va canviar el nom del programa a ImagePro, però el nom ja es trobava registrat, i es va encarregar de la millora de l'habilitat de llegir i escriure en múltiples formats. John, el seu germà, va desenvolupar rutines de processament d'imatges que més tard s'anomenarien filtres. Durant el mateix 1988, Thomas va reanomenar el programa a Photoshop i va negociar un tracte amb el creador d'escàners Barneyscan per distribuir còpies del programa amb un escàner, "un total de 200 còpies de Photoshop van ser distribuïdes" d'aquesta manera.
Al llarg d'aquest temps, John va viatjar a Silicon Valley i va realitzar una demostració del programa a enginyers d'Apple i Russell Brown, director d'art en Adobe. Ambdues demostracions van ser reeixides i Adobe va decidir comprar la llicència per distribuir el programa el setembre de 1988. Mentre John treballava en plug-ins a Califòrnia, Thomas es va quedar a Ann Arbor treballant en el codi. Photoshop 1.0 va ser llançat el 1990 exclusivament per a Macintosh.

## Format d'arxiu
Els fitxers de Photoshop tenen l'extensió de fitxer predeterminada com a .PSD, que significa "Document de Photoshop". Un fitxer PSD emmagatzema una imatge amb suport per a la majoria de les opcions d'imatges disponibles a Photoshop. Aquests inclouen capes amb màscares, transparència, text, canals alfa i colors puntuals, trajectes de retallada i configuracions de duotone. Això contrasta amb molts altres formats de fitxer (p. ex., .JPG o .GIF) que restringeixen el contingut per proporcionar funcionalitats racionalitzades i predictibles. Un fitxer PSD té una alçada màxima i una amplada de 30.000 píxels i un límit de 2 Gigabytes.
Els arxius de Photoshop a vegades tenen l'extensió d'arxiu .PSB, que significa "Photoshop Big" (també conegut com a "gran format de document"). Un fitxer PSB amplia el format del fitxer PSD, augmentant l'alçada i l'amplada màxima a 300.000 píxels i el límit de longitud del voltant de 4 exabytes. El límit de dimensions aparentment va ser escollit arbitràriament per Adobe, no basat en restriccions aritmètiques d'ordinador (no és proper a una potència de dos, ja que és de 30.000), sinó per a la facilitat de proves de programari. Els formats PSD i PSB estan documentats.
A causa de la popularitat de Photoshop, els fitxers PSD són àmpliament utilitzats i compatibles en certa manera per la majoria de programari competitiu. El format del fitxer PSD es pot exportar des de i cap a les altres aplicacions d'Adobe com Adobe Illustrator, Adobe Premiere Pro i After Effects, per crear DVD estàndard professionals i proporcionar edicions no lineals i serveis d'efectes especials, com ara fons, textures i per a televisió, cinema i Internet. La força principal de Photoshop és com un editor d'imatges basat en píxels, a diferència dels editors d'imatges basades en vectors. Photoshop també permet l'edició de gràfics vectorials a través de les seves eines Paths, Pen, Eines de forma, Formes de formes, Tipus d'eines, Comanda d'importació i Funcions d'objectes intel·ligents. Aquestes eines i ordres són convenients per combinar imatges basades en píxels i vectors en un document de Photoshop, ja que és possible que no calgui utilitzar més d'un programa. Per crear gràfics vectorials molt complexos amb nombroses formes i colors, és més fàcil utilitzar programari creat principalment per a aquest fi, com Adobe Illustrator o CorelDRAW. Els objectes intel·ligents no destructius de Photoshop també poden importar formes vectorials complexes. Això sí, els documents emmagatzemats en format PSB no poden obrir-se en altres aplicacions ni versions anteriors a Photoshop.
A banda del format PSB conegut com el més utilitzat, altres formats suportats per Photoshop són els següents: 
PostScript: no és exactament un format, sinó un llenguatge de descripció de pàgines.
EPS: és una versió de PostScript que s'utilitza per situar imatges en un document. Té compatibilitat amb programes vectorials i d'autoedició.
DCS: es va crear per Quark (empresa de software per autoedició) i permet emmagatzemar tipografia, trames, etcètera. S'utilitza per la filmació en autoedició.
Prev. EPS TIFF: permet visualitzar arxius EPS que no s'obren amb Photoshop com els de QuarkXPress.
BMP: format estàndard de Windows.
GIF: molt utilitzat per les web. Permet emmagatzemar un canal alfa per dotar-lo de transparència i salvar-lo com a entrellaçat perquè a l'hora de carregar-lo a la web ho faci en diversos passos. Admet fins a 256 colors.
JPEG: també molt utilitzat en la web, factor de compressió alta amb bona qualitat d'imatge.
TIFF: una solució creada per passar de PC a MAC i al revés. 
PICT: des de plataformes MAC s'exporta a programes d'autoedició com QuarkXPress.
PNG: la mateixa utilització que els GIF, però amb major qualitat. Suporta transparència i colors a 24 bits. Tan sols les versions recents de navegadors poden suportar-los.
PDF: format original de Acrobat. Permet emmagatzemar imatges vectorials i mapa de bits.
ICO: s'utilitza per la representació d'arxius, carpetes, programes, unitats d'emmagatzemament, etcètera.
IFF: s'utilitza per intercanviar dades amb Amiga.
PCX: format només per PC. Permet colors a 1, 4, 8, 24 i 32 bits.
RAW: format estàndard per qualsevol plataforma o programa gràfic.
TARGA: compatible amb equips amb targeta gràfica de Truevision.
Scitex CT: format utilitzat per documents amb qualitat professional.
Filmstrip: s'empra per crear animacions. Permet ser importat o exportar a Adobe Premiere.
FlashPix: format originari de Kodak per obrir de forma ràpida imatges de qualitat superior.
JPEG2000: nou format de compressió que permet augmentar la qualitat d'imatge, tal com el JPEG.

## Versions d'Adobe Photoshop des dels seus inicis
| Versió           | Plataforma                                                   | Nom del codi                                                     | Data de llançament                                                              | Canvis significatius |
| ---------------- | ------------------------------------------------------------ | ---------------------------------------------------------------- | ------------------------------------------------------------------------------- | --- |
| 1.0              | Mac OS                                                       |                                                                  | febrer de 1990                                                                  | |
| 2.0              | Mac OS                                                       | Fast Eddy                                                        | juny de 1991                                                                    | - Implementació del Paths, faciliten el disseny vectorial - Suport per trama EPS - Suport per color CYMK |
| 2.0.1            | Mac OS                                                       |                                                                  | gener de 1992                                                                   | - Implementació del Paths, faciliten el disseny vectorial - Suport per trama EPS - Suport per color CYMK |
| 2.5              | Mac OS                                                       | Merlin                                                           | novembre de 1992                                                                | - Suport per a 16 bits per canal - Primera versió Windows - Menú de filtres (filters) |
| 2.5              | Windows                                                      | Brimstone                                                        | novembre de 1992                                                                | - Suport per a 16 bits per canal - Primera versió Windows - Menú de filtres (filters) |
| 2.5.1            | Mac OS                                                       |                                                                  | 1993                                                                            | - Suport per a 16 bits per canal - Primera versió Windows - Menú de filtres (filters) |
| 3.0              | Mac OS                                                       | Tiger Mountain                                                   | setembre de 1994                                                                | - Paletes taulades (Tabbed Palettes) - Capes (layers) |
| 3.0              | Windows, IRIX                                                |                                                                  | novembre de 1994                                                                | - Paletes taulades (Tabbed Palettes) - Capes (layers) |
| 4.0              | Mac OS, Windows                                              | Big Electric Cat                                                 | novembre de 1996                                                                | - Capes d'ajustament (Adjustment layers) - Tipus de lletra que permeten ser editades |
| 4.0.1            | Mac OS, Windows                                              |                                                                  | agost de 1997                                                                   | |
| 5.0              | Mac OS, Windows                                              | Strange Cargo                                                    | maig de 1998                                                                    | - Desfet múltiple (Multiple Undo) a través de la paleta "històric" (History Palette). Anteriorment només era possible fer un únic desfet - Gestió del color |
| 5.0.1            | Mac OS, Windows                                              |                                                                  | 1999                                                                            | |
| 5.5              | Mac OS, Windows                                              |                                                                  | febrer de 199                                                                   | - El paquet del programa inclou Adobe ImageReady - Filtre d'extreure (Extract) - Figures geomètriques vectorials |
| 6.0              | Mac OS, Windows                                              | Venus in Furs                                                    | setembre de 2000                                                                | - Eina Healing Brush - Filtre Liquify |
| 6.1              | Mac OS, Windows                                              |                                                                  | març de 2001                                                                    | |
| 7.0              | Mac OS, Windows                                              | Liquid Sky                                                       | març de 2001                                                                    | - Text completament vectorial - Eina Healing Brush - Nou motor de pintura (painting engine) |
| 7.0.1            | Mac OS, Windows                                              |                                                                  | agost de 2002                                                                   | - Plugin opcional "Camera RAW 1.x" |
| CS (8.0)         | Mac OS, Windows                                              | Dark Matter                                                      | octubre de 2003                                                                 | - Plugin "Camera RAW 2.x" inclòs 'arrel - Ombres/Il·luminacions" (Shadow/Highlight) - Correspondre/igualar el color (Match Colour) - Filtre Lens flare - Histograma en temps real (Real-Time Histogram) - Sistema per detectar automàticament la impressió d'imatges digitalitzades de tipus paper-moneda |
| CS2 (9.0)        | Mac OS, Windows                                              | Space Monkey                                                     | abril de 2005                                                                   | Plugin "Camera RAW 3.x" - Eina Smart Object - Image Warp - Spot healing brush - Eina de reducció de l'efecte dels "ulls vermells" (Red-Eye tool) - Filtre Lens Correction - Smart Sharpen - Punt de fuga (Vanishing Point) - Gestió millorada de la memòria RAM a Macintosh de 64 bits a correr Mac OS X 10.4 - Suport a High dynamic range imaging - Filtre Shape Blur |
| CS3 (10.0)       | Mac OS, Windows                                              | Red Pill                                                         | abril de 2007 (versió definitiva. Hi hagué un Beta públic des de gener de 2007) | Dues versions: una bàsica i una estesa - Filtres no destructors |
| Express          | Internet                                                     |                                                                  | 27 de març de 2008                                                              | |
| CS4 (11.0)       | Mac OS, Windows                                              | Stonehenge                                                       | 23 de setembre de 2008 (versió definitiva)                                      | Dues versions: una bàsica i una estesa - Acceleració per Targeta gràfica mitjançant API OpenGL - Escalar segons contingut - Eina de rotar tela en temps real - Millora de les eines de 3D (només en la versió Extended) - Panell d'ajustaments - Panell de màscares - Suport per a processadors de 64 bits només per Windows. Mac OS haurà d'esperar al CS5. |
| CS5 (12.0)       | Mac OS, Windows                                              | White Rabbit                                                     | 12 d'abril de 2010                                                              | Dues versions: una bàsica i una estesa Bàsica: - Granulat afegit a Adobe Camera Raw - Correcció d'objectiu automàtica - Eina de redreçament d'imatge - Vinyeta posterior al retall - Tecnologia de marges de selecció més real - Descontaminació de color per les seleccions - Eines de selecció i perfeccionament de màscares. - Farcit segons el contingut - Pinzell mesclador - Puntes de celdes - Deformació de posició lliure - Adobe Mini Bridge - Adobe CS Review, part dels serveis en línea d'Adobe CS Live - Enganxar en context Extesa: - Tecnologia de marges de selecció més real |
| CS6 (13.0)       | Mac OS, Windows                                              | Superstition                                                     | 21 de març de 2012                                                              | Bàsica - Nou disseny de l'interfaç d'usuari (icones renovades i l'opció d'interfaç de fons fosc) - Guardat automàtic en segon pla - Conscients del contingut de pedaços i eines Move - Galeria de Blur - Rang de color: el to de pell i detecció de rostres - Adobe Camera RAW 7 - Eina de retall millorada - Nou panel de propietats, totes les propietats integrades - Suport de video millorat - El filtre de pintura a l'oli ara es distribueix amb el programa - Filtre gran angular adaptatiu - Estils de caràcter i de paràgraf - Millor suport als idiomes d'Orient Mitjà - Impressió de l'interfaç d'usuari actualitzada - 3DLUT d'ajustament - Traços en objectes vectorials, amb possibilitat d'elecció del tipus de traç, com guions i punts - Revisades eines vectorials - Ajustar a píxels d'eines vectorials i transformacions - Interfaç d'usuari 3D completament renovada, més fàcil ara d'utilitzar |
| CC (14.0)        |                                                              | Lucky 7                                                          | 17 de juny de 2013                                                              | |
| CC 2014 (15.0)   |                                                              | Single Malt Wiskey Cat                                           | Juny de 2014                                                                    | |
| CC 2015 (16.0)   |                                                              | Dedicat a Thomas i John Knoll (25è aniversari d'Adobe Photoshop) | 15 de juny de 2015                                                              | |
| CC 2015.5 (17.0) |                                                              | Haiku                                                            | 20 de juny de 2016                                                              | |
| CC 2017 (18.0)   |                                                              | Big Rig                                                          | 2 de novembre de 2016                                                           | |
| CC 2017 (18.1.0) | Apple Macintosh, os x, Windows                               | Big Rig                                                          | 11 d'abril de 2017                                                              | |
| CC 2018 (19.0.0) | Mac OS X El Capitan o superior, Windows 7 o superior         | White Lion                                                       | 18 d'octubre de 2017                                                            | |
| CC 2019 (20.0.0) | Mac OS X El Capitan o superior, Windows 7 o superior         |                                                                  | 18 d'octubre de 2018                                                            | - Millores de rendiment i estabilitat - Última versió compatible amb els sistemes Windows 7 i 8.1 i amb processadors de 32 bits |
| CC 2020 (21.0.0) | Mac OS X El Capitan o superior, Windows 10 o superior        | 2020                                                             | 21 de juliol de 2020                                                            | Millores: - Optimitzacions amb Camera RAW 7 - Guardat automàtic millorat - Galeria virtual i còpia de seguretat alterna |
| CC 2021 (22.0.0) | Mac OS Catalina o superior, Windows 10                       | 2021                                                             | 10 de març de 2021                                                              | - Optimitzacions amb Camera RAW del 7 al 13.8 - Substitució de cels automàtic - Filtres neurals (alguns en proves o versió beta), fent servir intel·ligència artificial |
| CC 2022 (23.0.0) | Mac OS Catalina o Superior, Windows 10 (darrera versió) o 11 | 2022                                                             | Octubre de 2021                                                                 | - Compatibilitat amb imatges WebP - Millora eina substitució de cels - Deformació cilíndrica - Compatibilitat d'edició de vídeos en Photoshop en Mac Apple Silicon - Descontinuació de les funcions 3D en Photoshop a partir de la versió 23.5 |
| CC 2023 (24.0.0) | Mac OS Big Sur o Superior, Windows 10 (darrera versió) o 11  | 2023                                                             | Octubre de 2022                                                                 | - Degradats Millorats - Compatibilitat amb nous models de càmares i lents - Introducció de la IA Adobe Firefly (Versió beta) |
| CC 2024 (25.0.0) | Mac Os Big Sur o Superior, Windows 10 (darrera versió) o 11  | 2024                                                             | Octubre de 2023                                                                 | - Pinzell d'ajust - Ajustos preestablerts - Barra de tasques contextual - IA Generativa (farciment generatiu, fons generatiu, ampliació generativa, prompt general imatge) - Firefly 3 |

## Últimes versions d'Adobe Photoshop i les seves noves funcions
La versió 20.0 d'Adobe Photoshop (amb data d'octubre de 2018) va incloure noves funcions.
Eina Marco per emmascarar fàcilment: permet emmascarar imatges en marcs rectangulars o el·líptics, com també convertir qualsevol forma o text en marcs i omplir-ho amb imatges.
Nou disseny de farcit segons el contingut: ofereix una edició interactiva amb la possibilitat d'elegir quins píxels d'origen utilitzar i girar, escalar i reflectir gràcies a la tecnologia d'Adobe Sensei. També permet una previsualització d'alta resolució dels canvis i guardar el resultat en una nova capa.
Nou mode per desfer de forma múltiple: a través de Control + Z (Windows) o Comando + Z (Mac) es poden desfer diversos passos en el document de Photoshop, igual que en d'altres aplicacions de Creative Cloud. Aquesta nova funció ve predeterminada.
D'altra banda, l'aplicació ha fet altres millores d'ús com:
Punt de referència ocult de forma predeterminada: al transformar elements es poden moure fàcilment en el lienzo. El punt de referència es pot ocultar o fer aparèixer des de la barra d'opcions.
Doble clic per editar text: permet fer doble clic en una capa de text amb l'eina Moure per començar ràpidament a editar el text. Ja no és necessari canviar d'eines.
Aprovació automàtica: permet retallar, transformar, col·locar o escriure text de forma eficient amb Aprovar automàticament.
Transformació proporcional de forma predeterminada: permet transformar gairebé tot tipus de capes proporcionalment de forma predeterminada. Les formes i els traçats, és a dir, els vectors, segueixen transformant-se de manera no proporcional de forma predeterminada.
Bloqueig de l'espai de treball per evitar moviments en el panell de forma accidental: es pot realitzar anant a Ventana > Espacio de trabajo > Bloquear espacio de trabajo.
Previsualització dinàmica del mode de fusió: permet col·locar el cursor sobre les diverses opcions del mode de fusió per veure com es veuen en la imatge mostrant una previsualització dinàmica dels modes de fusió en el panell Capas i el quadre de diàleg Estilo de capa.
Mode de simetria: permet pintar amb un patró simètric. La icona de papallona () en la barra d'opcions permet seleccionar diversos estils de simetries.
Roda de colors per la selecció de colors: deixa visualitzar l'espectre de color i elegir de forma fàcil els colors basats en harmonies, com els colors complementaris i anàlegs. Ho trobem en el menú desplegable del panell Color, a l'opció Rueda de colores.
Pantalla d'inici: permet accedir en qualsevol moment per obtenir més informació. Es pot accedir des de la icona de Inicio.
Aprenentatge millorat en l'aplicació: un cop finalitzat el tutorial de l'aplicació (panell Formació), pot utilitzar les seves pròpies imatges per aconseguir els aspectes que desitgi en menys temps.
Altres funcions sol·licitades pels clients han estat:
```
Distribució de l'espaciat (com a 
Adobe Illustrator
).
Operacions matemàtiques en camps numèrics.
Possibilitat de veure noms llargs de capes.
La coincidència de fonts compatible amb fonts japoneses.
Voltejar la vista del document.
Text per omplir Lorem Ipsum.
Personalització dels mètodes d'abreviacions del teclat per seleccionar i aplicar màscara.
```

La última versió d'Adobe Photoshop data de l'octubre de 2023 (versió 25.0) i també inclou noves funcions.

## Idiomes disponibles
Adobe Photoshop està disponible en: portuguès, xinès simplificat, xinès tradicional, txec, danès, espanyol, neerlandès, anglès, finès, francès, alemany, hongarès, italià, japonès, coreà, noruec, polonès, romanès, rus, suec, turc i ucraïnès.